# Emilio Portes Gil
Emilio Portes Gil, né le 3 octobre 1890 à Ciudad Victoria, Tamaulipas, et mort le 10 décembre 1978 à Mexico, est un homme d'État mexicain, président du Mexique entre 1928 et 1930.

## Biographie

### Jeunesse et formation
En 1912, il entre à l'École libre de droit de Mexico, dont il sort trois ans plus tard avec le titre d'avocat. Il occupe diverses charges publiques avant d'être élu député fédéral en 1917.

### Carrière politique
En août 1928, il est nommé ministre de l'Intérieur par le président Plutarco Calles. Le président élu Álvaro Obregón ayant été assassiné en juillet, le Congrès désigne Emilio Portes comme président provisoire à compter du 1er décembre 1928.
Pendant son mandat, il amplifie la politique de redistribution de terres aux paysans. Il se montre en faveur de la liberté de culte et la séparation de l'Église et de l'État. Il doit faire face à la révolte du général José Gonzalo Escobar (en) en mars et avril 1929 qui ravive le mouvement des Cristeros. Au moment le plus critique, il réunit les représentants des partis et groupes qui appuient le régime et selon la volonté de l'ex-président Calles, il crée le Parti national révolutionnaire (qui allait devenir le Parti révolutionnaire institutionnel, PRI) le 4 mars 1929. Trois mois plus tard, il signe un traité avec le clergé catholique qui marque le début du déclin du mouvement rebelle des Cristeros,.
En novembre 1929, une nouvelle élection présidentielle voit la victoire de Pascual Ortiz Rubio qui lui succède comme président en février 1930. Il occupe ensuite successivement les postes de ministre de l'Intérieur de février à avril 1930, de président du Parti national révolutionnaire, de premier représentant du Mexique devant la Société des Nations en 1932, de procureur général de la République, de ministre des Affaires étrangères dans le premier gouvernement de Lázaro Cárdenas del Río, entre décembre 1934 et juin 1935, et enfin d'ambassadeur du Mexique en Inde en 1951.